# Kunsthalle Düsseldorf

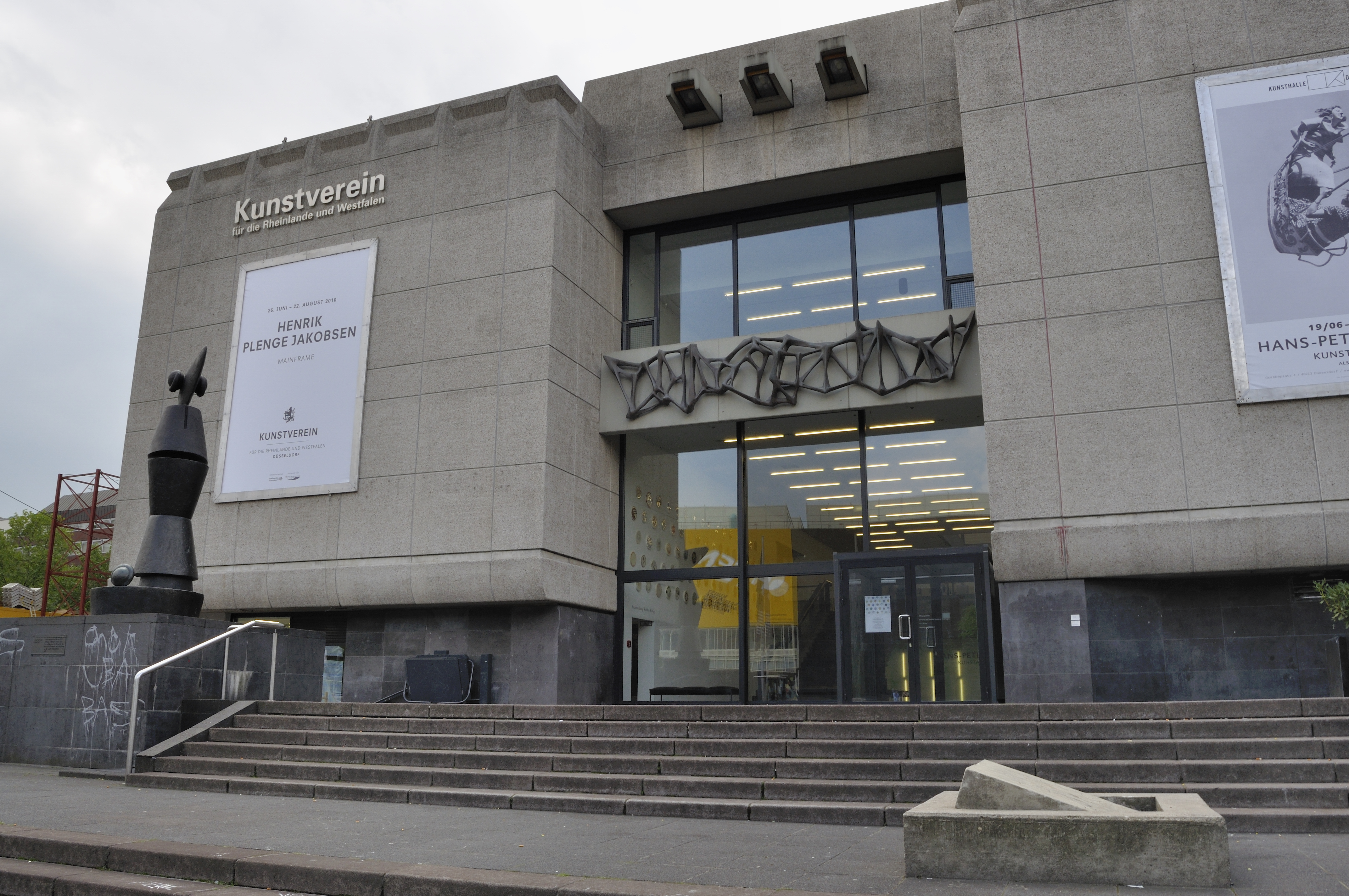
Haupteingang der Kunsthalle, im Vordergrund der Kippdeckel von Lee Thomas Taylor, 2004

Die Kunsthalle Düsseldorf ist eine moderne Ausstellungshalle in der nordrhein-westfälischen Landeshauptstadt Düsseldorf. Wegen der Sichtbarkeit der Konstruktion, der skulpturalen Formgebung und der Fassade aus Sichtbeton (französisch: béton brut) gehört sie zu den Beispielen des Brutalismus. In dem Gebäude der Kunsthalle, das der Kunstsammlung Nordrhein-Westfalen am Grabbeplatz gegenüberliegt, befinden sich auch der Sitz des Kunstvereins für die Rheinlande und Westfalen, die Kabarettbühne Kom(m)ödchen, die Bar Salon des Amateurs sowie eine Buchhandlung und eine Tiefgarage. Einen weiteren, besonderen Ausstellungsraum betreibt die Kunsthalle Düsseldorf im Untergeschoss des Pavillons Kunst im Tunnel an der Rheinuferpromenade.

## Geschichte, Architektur und Außenobjekte

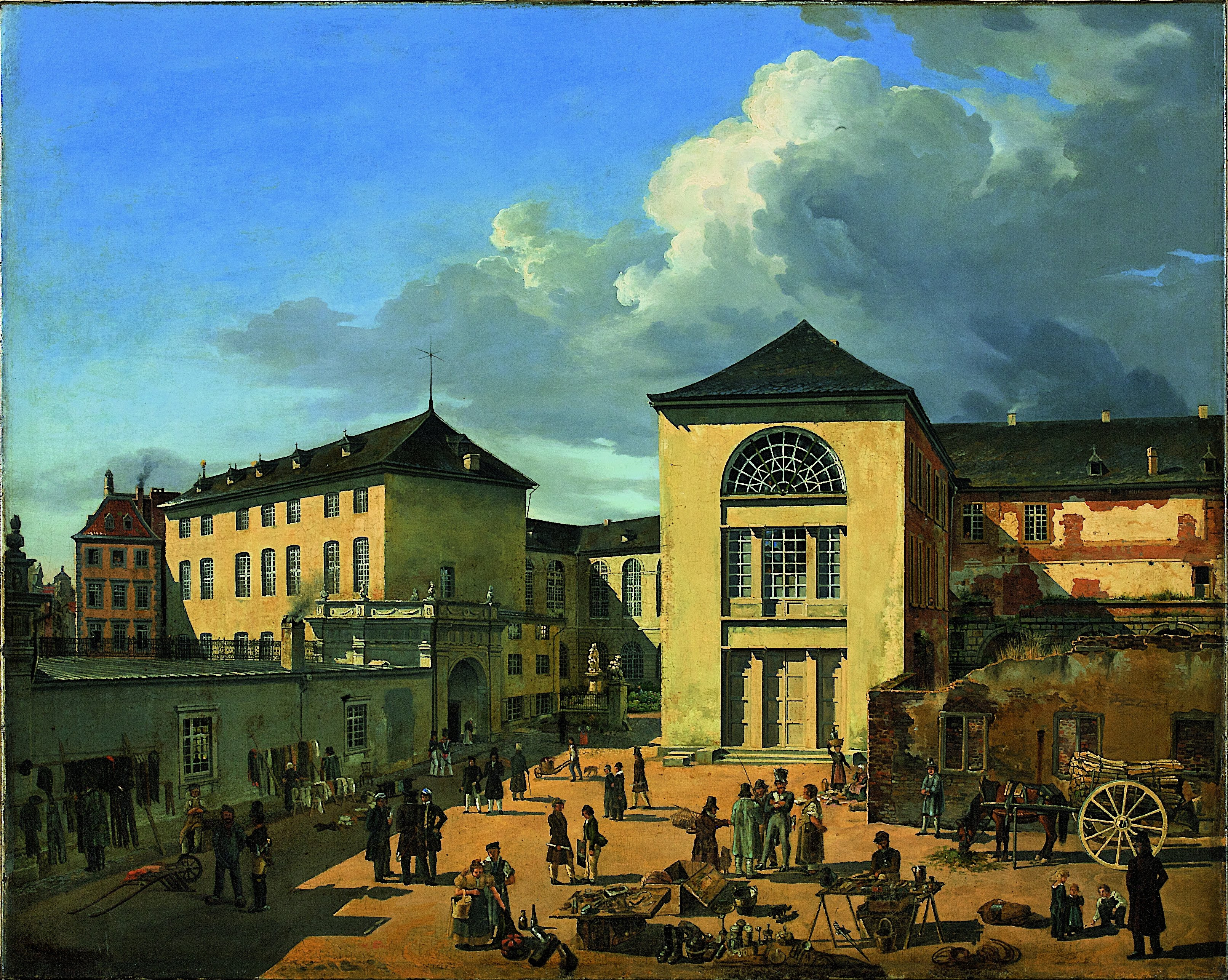
Das Düsseldorfer Schloss mit der Gemäldegalerie, 1831 (Gemälde von Andreas Achenbach)

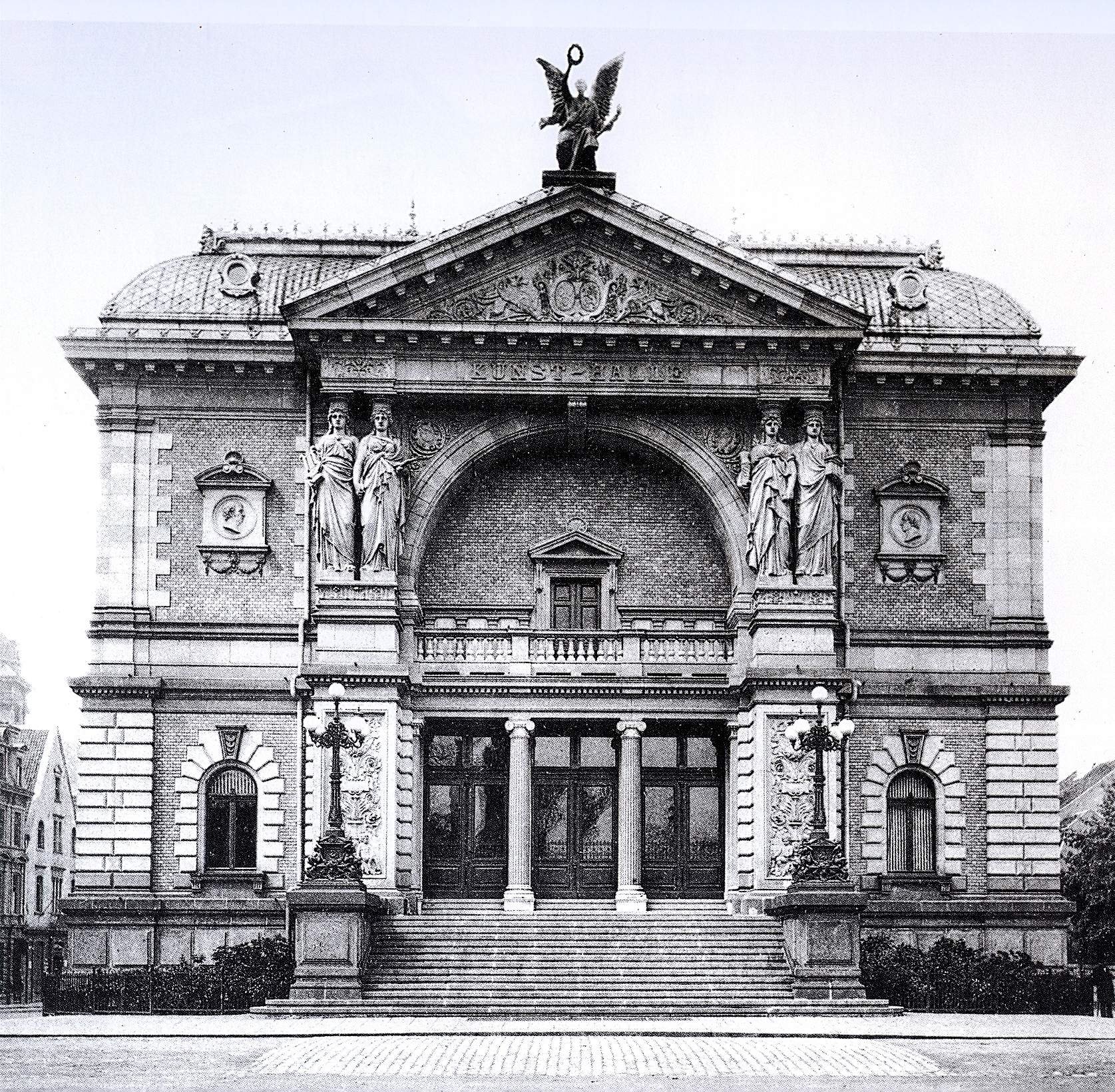
Alte Kunsthalle, Foto von 1896

### Kurfürstliche Galerie
Geschichtlich steht die Kunsthalle Düsseldorf in der Kunst- und Ausstellungstradition, die mit der Kurfürstlichen Galerie von Johann Wilhelm von der Pfalz begründet wurde. Dieser Bau, eines der frühesten selbständigen Museen, enthielt eine der bedeutendsten Sammlungen ihrer Zeit. 1795 wurden die Gemälde wegen der herannahenden Revolutionsarmee Frankreichs nach Mannheim gebracht. Nach dem Friedensschluss veranlassten die Stände des Herzogtums Berg die Rückführung der Bilder. Wegen eines Ländertausches zwischen Kurpfalz-Bayern, Frankreich und Preußen, bei dem Kurpfalz-Bayern das Herzogtum Berg mit seiner Hauptstadt Düsseldorf Napoléon überließ, wurde die wertvolle Sammlung 1805 dann aber schon wieder abtransportiert, zuerst nach Kirchheim-Bolanden, von dort nach München. Aufgrund des Staatsvertrages zwischen Preußen und Bayern im Jahre 1870 musste Düsseldorf auf die eingeforderte Rückgabe der überführten kurfürstlichen Gemäldegalerie endgültig verzichten. Sie bildet heute das Kernstück der Münchner Pinakothek. Der Wert der Sammlung wurde damals auf 2,1 Mio. Taler geschätzt. Düsseldorf reichte daraufhin im Jahre 1872 eine Petition bei dem Kaiser Wilhelm I. ein, um eine Entschädigung für die verlorenen Galeriebestände zu erhalten. Der Kaiser gab dem Gesuch statt und gewährte eine Summe von 150.000 Talern zur Errichtung der Kunsthalle, die zwischen 1878 und 1881 erbaut sowie am 3. Juli 1881 mit einem historischen Kostümumzug des Künstlervereins Malkasten eingeweiht wurde. Dieses Ausstellungsgebäude, das im Zweiten Weltkrieg stark beschädigt worden war, wurde 1967 abgerissen.

### Neubau
1967 entstand ein Neubau am Grabbeplatz, etwa 150 Meter südwestlich versetzt von der Stelle des im Krieg beschädigten und abgebrochenen Vorgängerbaues. Zu dem Vorschlag des Hochbauamts wurden später die zweiten Preisträger Beckmann und Brockes als ausführende Architekten hinzugezogen.

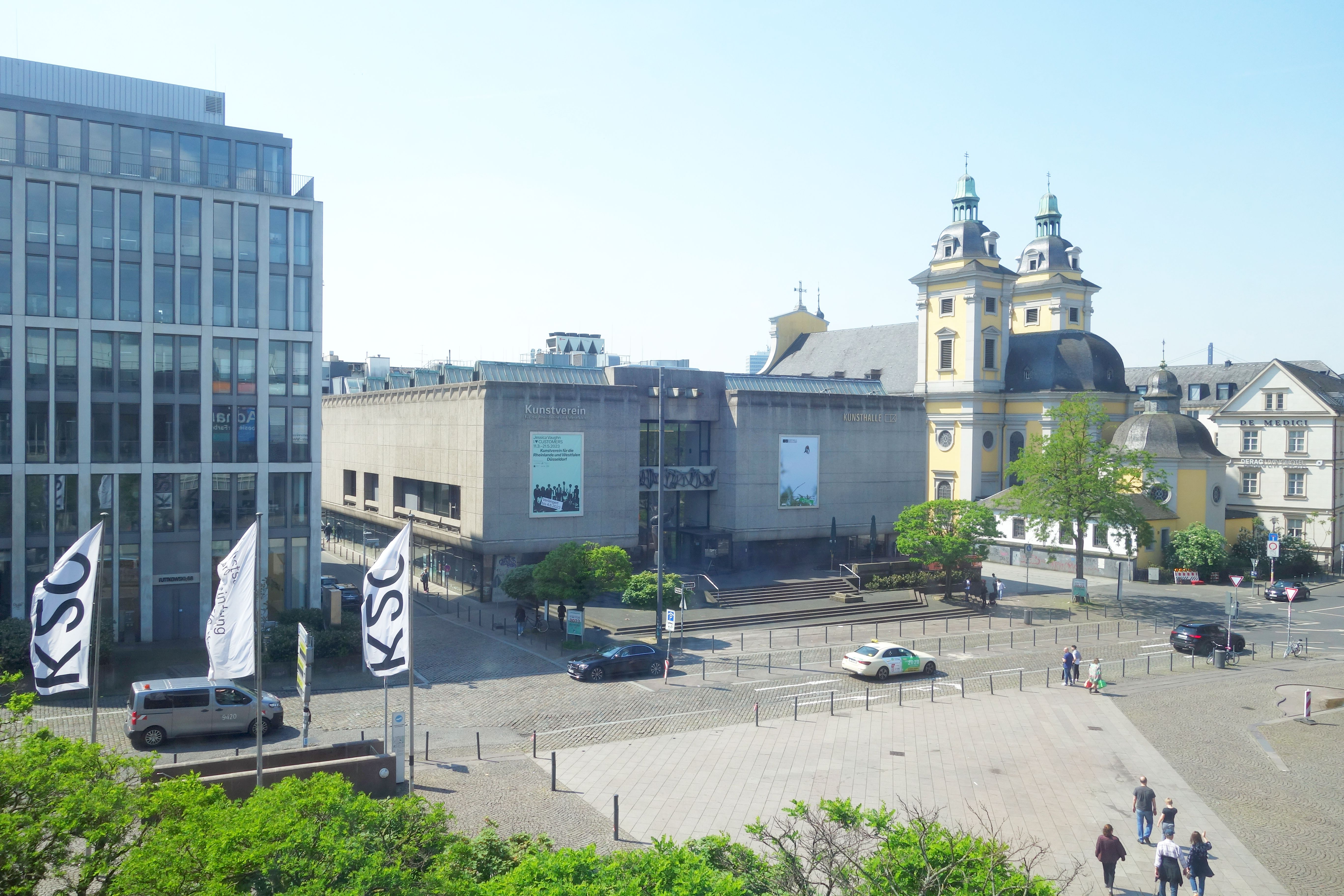
Neubau, Blick über den Grabbeplatz, 2023

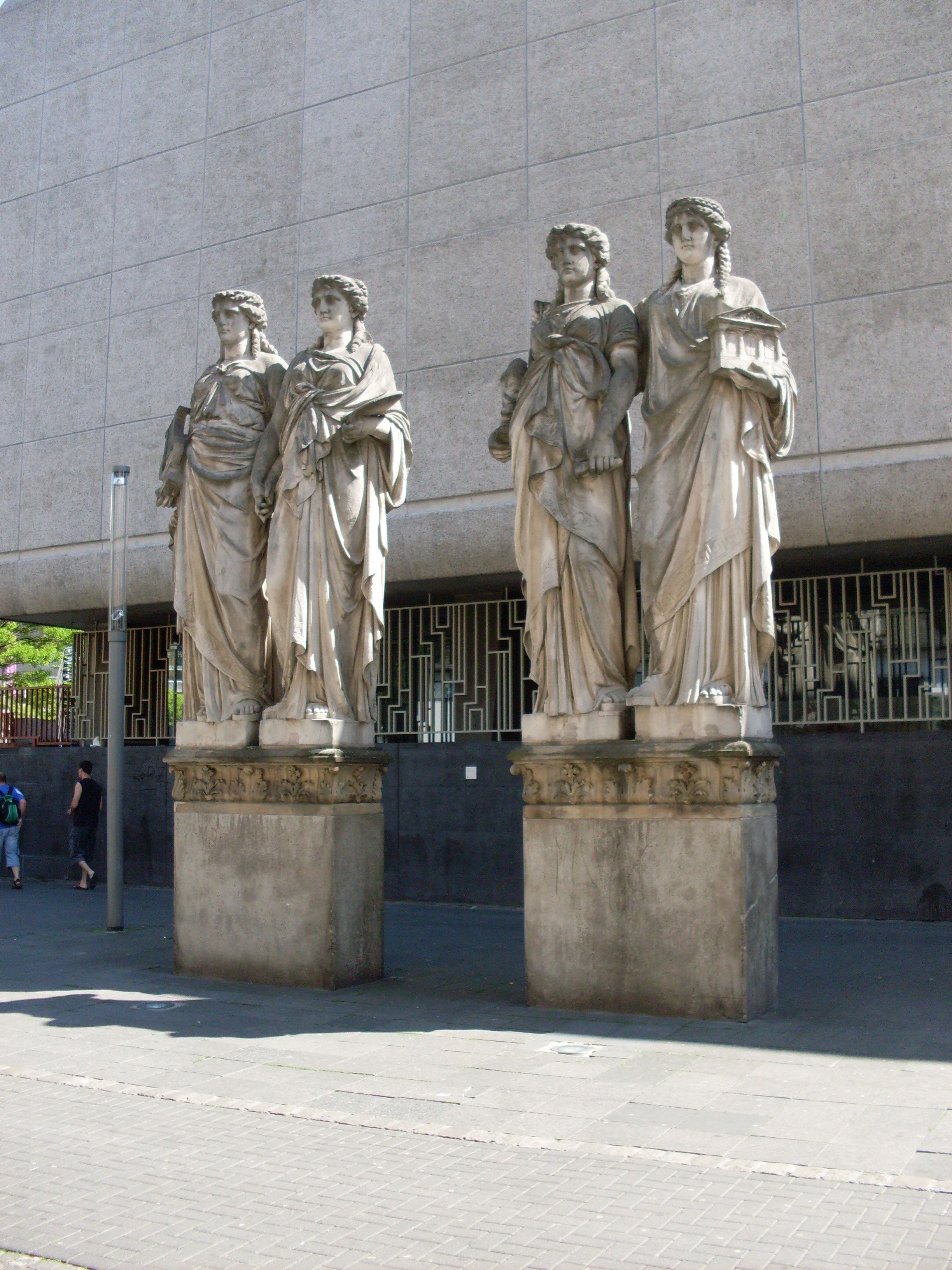
Vier Karyatiden des Bildhauers Wilhelm Albermann, 1879–1881, Personifikationen der Musik, der Malerei, der Bildhauerei und der Architektur

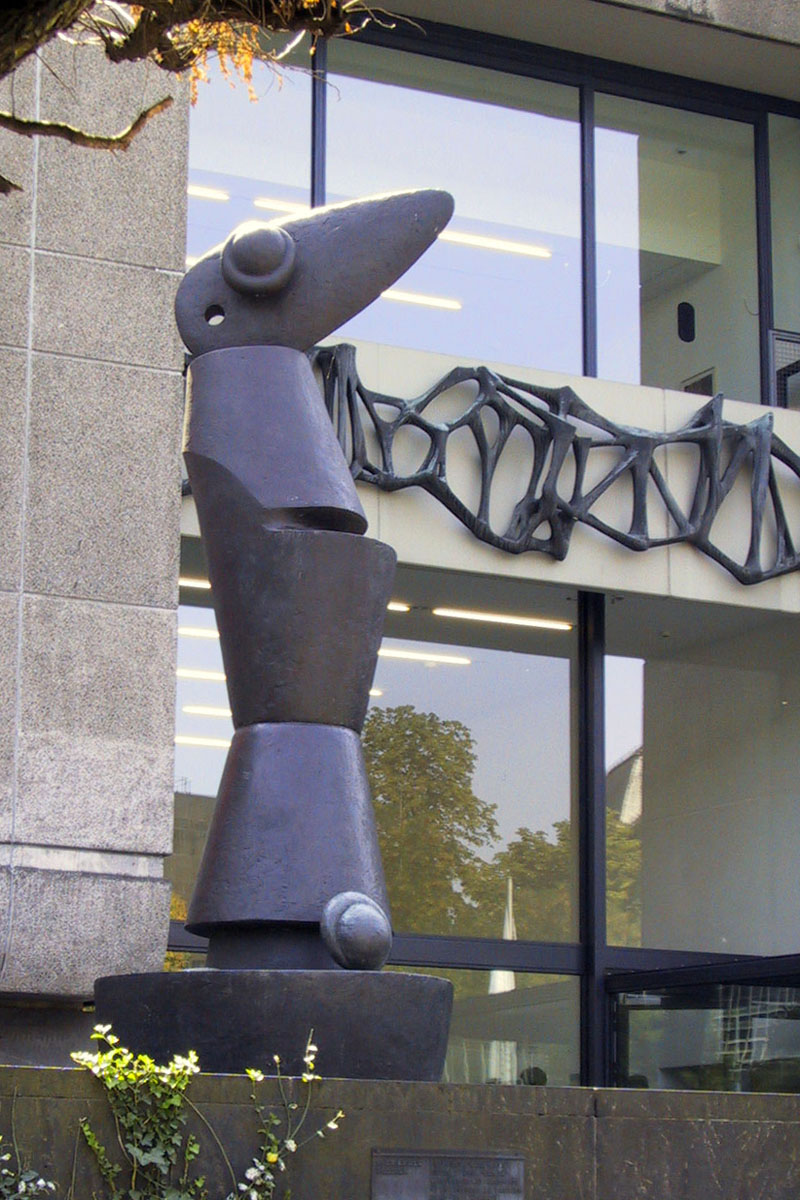
Habakuk, 1971 von Hermann Isenmann geschaffen nach einer Statuette (1934) von Max Ernst, im Hintergrund das Bronzerelief von Karl Hartung (1967)

Die 1967 erbaute Halle ist ein einfacher, monolithisch wirkender Block, den Konrad Beckmann und Christoph Brockes mit Betonplatten verkleideten, die in den 1950er Jahren für den massenhaften Einsatz im Fertigteilbau entwickelt worden waren. Der Block ist quaderförmig und ruht auf einem eingezogenen Sockel aus schwarzem Basalt. Das Gebäude hatte zum Grabbeplatz hin zunächst eine geschlossene Terrassenanlage am Haupteingang; aufgrund eines späteren Umbaus verfügt die Kunsthalle heute auf ihrer Nordseite über eine großzügig geöffnete Terrassen- und Treppenanlage, die sie mit dem Grabbeplatz verbindet. Den oberen Abschluss des Baus bildet ein „Zinnenkranz“ aus Beton. Die Belichtung der oberen Ausstellungssäle erfolgt über eine Sheddachkonstruktion. Die Hauptansichtsseite hat keine Fenster und ist in sich bis auf den Eingangsbereich vollkommen geschlossen; die Seitenansichten zeigen einige in den Beton eingeschnittene Fenster.
Das Gebäude wurde wegen der „Wucht seiner am Brutalismus ausgerichteten Betonfassaden“ stark kritisiert. Kurz nach seiner Erbauung forderten fünf Professoren der Kunstakademie Düsseldorf, darunter ihr späterer Direktor Norbert Kricke, den sofortigen Abriss der im Düsseldorfer Volksmund „Kunstbunker“ genannten Kunsthalle. Der Architekturkritiker Wolfgang Pehnt rückte den Bau wegen seiner Anmutung in die Nähe der Kunsthalle Bielefeld des amerikanischen Architekten Philip Johnson und weiterer „bildstarker Schöpfungen“ der 1960er Jahre, die sich gegenüber ihrer desolaten Umgebung in einer eigensinnigen Sonderexistenz mit einer Ästhetik der „tastbaren, körnigen Gebäudehäute“ als „abweisende Wehrbauten“ trotzig abschlössen, aber „Zuflucht in ihren Leibeshöhlen“ böten. Die vier Karyatidenfiguren – Werke des Bildhauers Wilhelm Albermann, die nach dem Vorbild der Fassade des Louvre-Pavillon Sully (de l’Horloge) das Hauptportal der Alten Kunsthalle von 1881 flankiert hatten – erhielten einen neuen Standort am Kay-und-Lore-Lorentz-Platz zwischen Kunsthalle und St. Andreas.

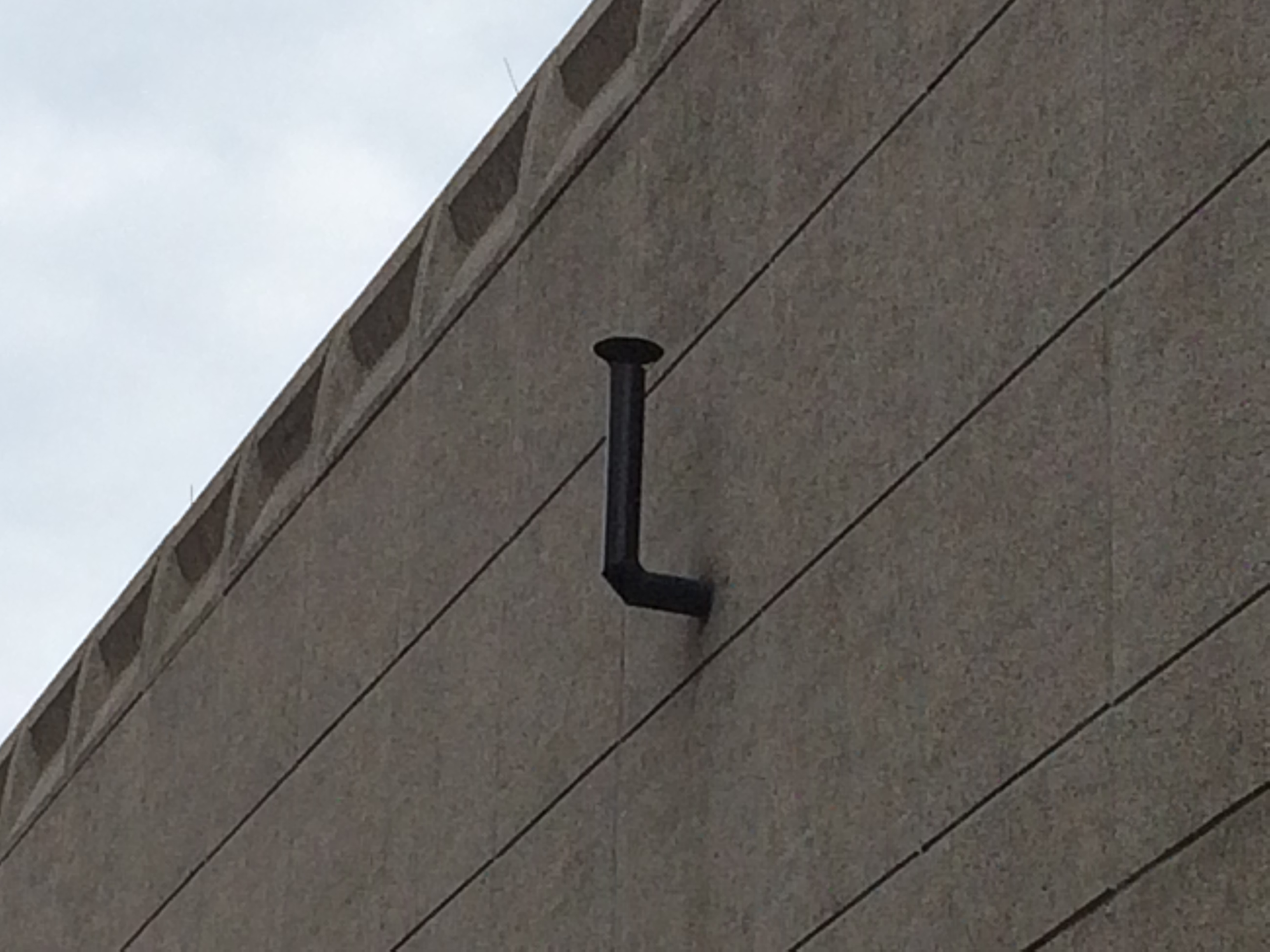
Das Schwarze Loch von Joseph Beuys

Über dem Eingang der Kunsthalle hängt ein Bronzerelief von Karl Hartung, das um 1967 entstanden ist. Die Freitreppe am Eingang der Kunsthalle beherrscht der Habakuk, eine 1970 gegossene, knapp 4 Meter hohe Vogelfigur von Max Ernst nach einem 52 cm großen Modell von 1934. Ein weiteres Objekt auf der Freitreppe ist der Kippdeckel von Lee Thomas Taylor, ein Werk aus Beton, das zur Ausstellung raumfürraum 2004/2005 in der Kunsthalle gezeigt wurde. Im Rahmen der Ausstellung Prospect 69 entstand 1969 im Basaltsteinboden der Freitreppe in Gestalt von sieben Rillen die Arbeit Windows and Matchdrops von Michael Heizer. Im September 1973 entstand auf der Terrasse der Kunsthalle Anatol Herzfelds Einbaum Das Blaue Wunder, mit dem am 20. Oktober 1973 durch eine Rheinüberfahrt vom Oberkasseler zum Altstadtufer die Aktion Heimholung des Joseph Beuys verwirklicht und die offizielle Feier zum 200-jährigen Bestehen der Kunstakademie Düsseldorf mit einer Gegenveranstaltung konfrontiert wurde. Aus der am Kay-und-Lore-Lorentz-Platz gelegenen Außenwand der Kunsthalle ragt ein schwarzes Ofenrohr von Joseph Beuys. Dieses Objekt, genannt Das Schwarze Loch, wurde 1981 zur Ausstellung SCHWARZ als Replik eines im Beuys-Atelier am Drakeplatz erhaltenen Kaminrohrs installiert. Durch ein Loch in der Außenwand ist das Objekt mit einem Innenraum auf der zweiten Etage der Kunsthalle verbunden, wo es durch ein knapp über Kopfhöhe gelegenes, im Durchmesser 20 cm breites, dunkles Loch an der Innenseite der Außenwand in Erscheinung tritt. In einer Fuge der Außenwand zum Grabbeplatz brachte James Lee Byars 1986 mit roter Farbe Die Träne an. Sie entstand nach dem Tod von Beuys im Rahmen der Einzelausstellung Palast der Philosophie.
Zwischen Ende der 1990er Jahre und 2002 erneuerte das Architektenteam rheinflügel (Marie-Celine Schäfer, Karsten Weber, Jo Meyer) das Gebäude. Hierbei war es Ziel, die Architektur der 60er Jahre neu zu bewerten und die Funktionstüchtigkeit der Architektur für die temporären Ausstellungen in der Kunsthalle zu verbessern.
Das Gebäude wurde 2024 unter Denkmalschutz gestellt.
Das Haus verfügt über keine eigene Sammlung, sondern organisiert Wechselausstellungen. Daneben dienen Vorträge, Performances und Nachtfoyers der Diskussion und Reflexion aktueller Kunstpositionen.
Eigene Räume werden vom Kunstverein für die Rheinlande und Westfalen genutzt und im hinteren Bereich ist mit separatem Eingang am Kay-und-Lore-Lorentz-Platz die Kabarettbühne Kom(m)ödchen untergebracht. An der Ecke Grabbeplatz/Kay-und Lore-Lorentz-Platz befindet sich seit 2004 der Salon des Amateurs.

### Umfassende Sanierung
Ab Frühjahr 2026 wird die Kunsthalle Düsseldorf technisch und ökologisch umfassend saniert. Rund 30 Millionen Euro sind hierfür vorgesehen. Dafür wird das Gebäude für drei Jahre schließen. Die Kunsthalle sowie die weiteren dort untergebrachten Institutionen müssen für diese Zeit umziehen. Statt ein einzelnes Ausweichquartier zu beziehen, plant die künstlerische Leitung des Hauses niedrigschwellige künstlerische Angebote in ganz Düsseldorf zu veranstalten, etwa in Kindertagesstätten, Schulen, Vereinen, Büchereien, Ladenlokale, Parks oder auf Spielplätzen.

## Organisation und Finanzierung
Direktoren der Kunsthalle waren von 1965 bis 1972 Karl Ruhrberg, von 1972 bis 1998 Jürgen Harten, von 1998 bis 2001 kommissarisch Marie Luise Syring, von 2002 bis 2009 Ulrike Groos, von 2010 bis 2025 der Kunstwissenschaftler Gregor Jansen, seit 2025 ist Alicia Holthausen kommissarische künstlerische Leiterin.
Die Kunsthalle wird getragen von einer gemeinnützigen Gesellschaft mit beschränkter Haftung, an deren Stammkapital die Stadt Düsseldorf (64,9 %), der Kunstverein für die Rheinlande und Westfalen (25,1 %) und die Stadtsparkasse Düsseldorf (10 %) beteiligt sind. Dem Aufsichtsrat der Gesellschaft sitzt seit Anfang 2021 die Bürgermeisterin Clara Gerlach vor. Die Kunsthalle wird im Wesentlichen durch einen Betriebskostenzuschuss der Gesellschafter finanziert. Einnahmen erwirtschaftet die Kunsthalle außer durch Eintrittsgelder durch Vermietung und Verpachtung sowie durch Anwerbung von Drittmitteln. Im Rahmen der Drittmittel leisten die Stadtwerke Düsseldorf eine regelmäßige finanzielle Unterstützung, darüber hinaus werden von verschiedenen Institutionen Fördermittel angeworben.

## Sonderausstellungen (Auswahl)
- 2024/25: in Kooperation mit dem Quadrat Bottrop – Josef Albers Museum: Sheila Hicks
- 2023: Die unhintergehbare. Verflechtung aller Leben
- 2022: Carina Brandes / Florian Krewer / Raphaela Simon. Es liebt Dich und Deine Körperlichkeit ein Verwirrter
- 2022: Happiness is a State of Mind, kuratiert von Alicia Holthausen, Gregor Jansen und Jörg Schlürscheid
- 2021/22: Produktive Bildstörung. Sigmar Polke und aktuelle künstlerische Positionen. Kuratiert von Kathrin Barutzki und Nelly Gawellek mit Gregor Jansen
- 2021: 友達と – „tomodachi to“. Mit Freund*innen, mit Takeoka Yūji, Nara Yoshitomo, Murase Kyōko, Andō Yukako, Kinoshita Ryō, Karin Sander, Nakahara Masao, Anca Muresan, Magdalena Jetelová und Arakawa Sōya
- 2021: Journey Through A Body, mit Kate Cooper, Luki von der Gracht, Nicole Ruggiero, Christina Quarles, Tschabalala Self, Casja von Zeipel
- 2020/2021: mommartzfilm 1964-2020. Premiere & Werkschau des Filmemachers Lutz Mommartz
- 2020: Subjekt und Objekt. Foto Rhein Ruhr[22]
- 2018/2019: Harald Szeemann. Museum der Obsessionen / Grossvater: Ein Pionier wie wir
- 2018: Welcome to the Jungle (eine Ausstellung zum 50-jährigen Jubiläum der Kunsthalle Düsseldorf am Grabbeplatz) mit Jonathas de Andrade, Kristina Buch, Oto Hudec, Laura Lima, Cinthia Marcelle, Mario Pfeifer, Liu Shiyuan, Kota Takeuchi, Alvaro Urbano
- 2017/2018: Akademie [Arbeitstitel] (eine Ausstellung zum 50-jährigen Jubiläum der Kunsthalle Düsseldorf am Grabbeplatz)
- 2017: Singular / Plural. Kollaborationen in der Post-Pop-Polit-Arena (eine Ausstellung zum 50-jährigen Jubiläum der Kunsthalle Düsseldorf am Grabbeplatz), mit u. a. Klaus vom Bruch, Astrid Heibach, Achim Duchow, Christof Kohlhöfer, Klaus Mettig, Sigmar Polke, Conrad Schnitzler, Katharina Sieverding, Memphis Schulze, Ulrike Rosenbach, Ilona & Wolfgang Weber.
- 2017: Wirtschaftswerte / Museumswerte (eine Ausstellung zum 50-jährigen Jubiläum der Kunsthalle Düsseldorf am Grabbeplatz), mit u. a. Art & Language, Bernd & Hilla Becher, Joseph Beuys, Daniel Buren, Tony Cragg, Hanne Darboven, Imi Knoebel, Panamarenko; in Kooperation mit dem Stedelijk Museum voor Actuele Kunst, S.M.A.K., Gent
- 2016: Schaf und Ruder / Wool and Water, mit u. a. Lili Dujourie, Isa Genzken, Astrid Klein, Aron Mehzion, Reinhard Mucha, Elaine Sturtevant, Gerhard Richter
- 2016: Karl-Schmidt-Rottluff-Stipendium. Die Ausstellung 2016
- 2016: Rita McBride. Gesellschaft
- 2015/16: Song Dong
- 2014: Thomas Ruff. Lichten
- 2014:  Smart New World[23][24] mit Xavier Cha, Simon Denny, Aleksandra Domanović, Omer Fast, Christoph Faulhaber, Kenneth Goldsmith, International Necronautical Society, Korpys/Löffler, Trevor Paglen, Laura Poitras, Tabor Robak, Santiago Sierra, Taryn Simon.
- 2014: Marijke van Warmerdam, Nahebei in der Ferne
- 2013/14: André Thomkins Eternal Network
- 2013: Leben mit Pop. Eine Reproduktion des Kapitalistischen Realismus. Manfred Kuttner, Konrad Lueg, Sigmar Polke, Gerhard Richter. Mit einem Beitrag von Christopher Williams; 2014 im Artists Space, New York: Living with Pop. A Reproduction of Capitalist Realism
- 2013: Anton Voyls Fortgang. Henri Chopin, Guy de Cointet, Channa Horwitz
- 2013: Michael Kunze Halkyonische Tage
- 2012/13: Yin Xiuzhen
- 2012: Tal R. Mann über Bord[25]
- 2012: Yüksel Arslan, Artures – Dado, Danse Macabre; Carol Rama, Böse Zungen
- 2011/12: Chris Martin. Staring into the Sun
- 2011: The Group 1965. We are boys! Makoto Aida, Parco Kinoshita, Hiroyuki Matsukage, Oscar Oiwa, Tsuyoshi Ozawa und Sumihisa Arima
- 2011: Ferdinand Kriwet. Yester ’n’ Today
- 2010: Hans-Peter Feldmann. Kunstausstellung[26]
- 2009: Sonic Youth etc.: Sensational Fix
- 2008: Karl-Schmidt-Rottluff-Stipendium und Reiner Ruthenbeck
- 2007: Palermo gemeinsam mit Kunstverein für Rheinlande und Westfalen
- 2006: Klasse Kamp 1974–2006. Kunstakademie Düsseldorf
- 2005: Tauchfahrten. Zeichnung als Reportage
- 2004: Fernsehgalerie Gerry Schum
- 2002: Zurück zum Beton. Die Anfänge von Punk und New Wave in Deutschland 1977–’82
- 2000: Gerhard Hoehme (1920–1989) – Bildkontakte. Werke von 1948 bis 1988. Eine Stiftung für Düsseldorf
- 1998: Andreas Gursky: Fotografien von 1984 bis 1998
- 1997: Michail Wrubel: (1856–1910) Der russische Symbolist. Gemälde, Aquarelle, Zeichnungen, Keramik aus Russland und der Ukraine
- 1993: Wladimir Tatlin: (1885–1953) der mit dem Turm. Retrospektive
- 1992: Klaus Rinke: Retro Aktiv
- 1986: Gerhard Richter: Bilder 1962–1985 (danach in Berlin, Bern und Wien)
- 1984: Aufbrüche, Manifeste, Manifestationen. Positionen in der bildenden Kunst zu Beginn der 60er Jahre in Berlin, Düsseldorf und München
- 1983: Der Hang zum Gesamtkunstwerk. Europäische Utopien seit 1800
- 1982: R. B. Kitaj: Gemälde, Pastelle und Zeichnungen 1958–1981
- 1982: Jörg Immendorff: Café Deutschland Adlerhälfte
- 1980: Kasimir Malewitsch: (1878–1935) Werke aus sowjetischen Sammlungen
- 1980: Nam June Paik: Musik – Fluxus – Video
- 1978: Nicolas Poussin (1594–1665)
- 1977: Gotthard Graubner Frühe und neuere Malerei. Farbräume und Farbraumkörper. Arbeiten auf Papier
- 1976: Sigmar Polke Bilder, Tücher, Objekte; vgl. 2017: Singular / Plural
- 1976: Andy Warhol Das zeichnerische Werk
- 1975: Konrad Klapheck
- 1974: Josef Neuhaus
- 1974: Robin Page Werke 1969–1974
- 1974: Japan – Tradition und Gegenwart
- 1973: Abraham David Christian
- 1972: Marcel Broodthaers
- 1969: Bruno Goller
- 1969: Minimal Art
- 1968: Prospect 68 Internationale Vorschau auf die Kunst in den Galerien der Avantgarde
- 1967: Ewald Mataré Plastiken, Kunsthandwerk, Handzeichnungen, Aquarelle, Graphik

## Rezeption
„In Düsseldorf zum Beispiel, dieser vielleicht immer noch BRDigsten aller deutschen Städte, mit seiner Boutiquen-Arroganz, seiner Autobrückenherrlichkeit, seiner Hochhaus-Eleganz, in Düsseldorf hat mir neulich ein Museumsleiter erzählt, wie versucht wird, das großartige Gebäude, in dem die Kunsthalle untergebracht ist, eine Art Kunstmonolith aus Beton, Beton, Beton und etwas Glas und Stahl, hübscher, erträglicher, kleiner zu machen, weniger fremd, weniger bedrohlich, weniger modern – die Deutschen hassen Beton, sagte er, und das ist dann eben doch die andere, antimoderne Seite dieser Mein-Dorf-soll-schöner-werden-Ideologie, wie sie etwa von einer so erfolgreichen Zeitschrift wie „Landlust“ ganz unbedarft verbreitet wird.“